# Fráech
Fráech (o Fróech, Fraích, Fraoch) è un eroe del Connacht nel ciclo dell'Ulster della mitologia irlandese. È il nipote di Boann, dea del fiume Boyne e figlio di Idath e Bébinn (sorella di Boann del sidhe), ed è rinomato per la sua bellezza e le sue imprese. Appartiene al popolo dei Fir Domnann.

## Mitologia

### Táin Bó Fraích
Fráech è il protagonista della storia del Táin Bó Fraích (La razzia del bestiame di Fráech), nella quale, dopo molte peripezie, riuscirà a conquistare la mano di Findabair, la figlia dei re del Connacht Ailill mac Máta e Medb, in cambio del suo aiuto nella battaglia tra gli eserciti del Connacht e dell'Ulster raccontata nel Táin Bó Cúailnge

### Táin Bó Cúailnge
Nel Táin Bó Cúailnge, Medb manda Fráech a combattere contro il campione dell'Ulster Cú Chulainn. Fráech trova Cú Chulainn che fa il bagno in un fiume e Cú Chulainn avverte Fráech che se entra nell'acqua, lo ucciderà. Fráech si toglie i vestiti ed entra nell'acqua per lottare con Cú Chulainn. Cú Chulainn annega parzialmente Fráech e gli chiede di arrendersi, ma Fráech rifiuta, quindi Cú Chulainn lo immerge una seconda volta fino alla sua morte. Il corpo di Fráech viene portato a Sid Fraich da un gruppo di fanciulle del Sidhe, tutte vestite di verde

## Toponimi
Il tumulo di Carnfree (in irlandese Carn Fraoich) vicino a Tulsk nella contea di Roscommon, che in passato era utilizzato per l'inaugurazione dei re O'Connor del Connacht, conserva il suo nome. La grotta di Cruachan (Oweynagat che significa "grotta dei gatti") nelle vicinanze, contiene un'iscrizione di ogham che recita VRACCI MAQI MEDVVI, in antico irlandese, (la grotta) di Fráech figlio di Medb.